# Топирамат
Топирамат — противоэпилептический препарат, производный от фруктозы. Топирамат используется для лечения эпилепсии (при генерализованных или очаговых припадках) и предотвращения мигрени. Неэффективен как антиманиакальное или антидепрессивное средство при биполярном расстройстве. Также использовался при алкогольной зависимости. Применяется перорально.
К распространённым побочным эффектам относятся парестезии, потеря аппетита, утомляемость, боль в животе, выпадение волос и проблемы с концентрацией внимания. Возможные тяжёлые побочные эффекты: спутанность сознания, психотические симптомы, гепатит, импотенция, глаукома, синдром Стивенса — Джонсона, камни в почках. Топирамат относится к противоэпилептическим препаратам с самым высоким риском развития депрессии (10 % пациентов). Применение топирамата во время беременности не рекомендуется из-за риска расщелины губы / расщелины нёба у ребёнка.
Топирамат был одобрен для медицинского применения в Соединённых Штатах в 1996 году.

## Фармакологическое действие
Противоэпилептический препарат, относящийся к классу сульфат-замещённых моносахаридов.
Противоэпилептическая активность топирамата обусловлена рядом его свойств. Препарат уменьшает частоту возникновения потенциалов действия, характерных для нейрона в состоянии стойкой деполяризации, что свидетельствует о зависимости блокирующего действия препарата на натриевые каналы от состояния нейрона. Топирамат потенцирует активность ГАМК в отношении некоторых подтипов ГАМК-рецепторов (в том числе ГАМКА-рецепторов), а также модулирует активность самих ГАМКА-рецепторов, препятствует активации каинатом чувствительности каинат/АМПК-рецепторов к глутамату, не влияет на активность N-метил-D-аспартата в отношении NMDA-рецепторов. Эти эффекты препарата являются дозозависимыми при концентрации топирамата в плазме от 1 мкМ до 200 мкМ, с минимальной активностью в пределах от 1 мкМ до 10 мкМ.
Кроме того, топирамат угнетает активность некоторых изоферментов карбоангидразы, однако этот эффект у топирамата более слабый, чем у ацетазоламида и, по-видимому, не является главным в противоэпилептической активности топирамата.

## Фармакокинетика

### Всасывание
После приема препарата внутрь топирамат быстро и эффективно абсорбируется из ЖКТ. Биодоступность, рассчитанная на основе выхода радиоактивной метки после приема 100 мг 14C-топирамата, составила 81 %. Прием пищи не оказывает клинически значимого действия на биодоступность препарата.

### Распределение
Связывание с белками плазмы составляет 13-17 %. После однократного приема внутрь в дозе до 1200 мг средний Vd составляет 0.55-0.8 л/кг. Величина Vd зависит от пола. У женщин значения составляют примерно 50 % от величин, наблюдаемых у мужчин, что связывают с более высоким содержанием жировой ткани в организме женщин. После однократного приема препарата внутрь фармакокинетика топирамата носит линейный характер, плазменный клиренс остается постоянным и составляет 20-30 мл/мин, а AUC в диапазоне доз от 100 мг до 400 мг возрастает пропорционально дозе. У пациентов с нормальной функцией почек для достижения равновесного состояния может понадобиться от 4 до 8 дней.

### Метаболизм
Около 20 % топирамата биотрансформируется с образованием 6 метаболитов, 2 из которых в основном сохраняют структуру топирамата и либо не обладают противосудорожной активностью, либо проявляют её в минимальной степени.

### Выведение
Топирамат и его метаболиты выводятся преимущественно с мочой. После многократного приема препарата по 50 и 100 мг 2 раза/сут средний T1/2 составил 21 ч.

### Фармакокинетика в особых клинических случаях
У пациентов с нарушениями функции почек (КК<=60 мл/мин) почечный и плазменный клиренс топирамата снижается. Время достижения равновесного состояния у пациентов c умеренными или выраженными нарушениями функции почек составляет от 10 до 15 дней.
У пациентов с умеренно и сильно выраженными нарушениями функции печени плазменный клиренс снижается.
У лиц пожилого возраста плазменный клиренс не изменяется.

## Показания
- парциальные или генерализованные тонико-клонические припадки у взрослых и детей старше 2 лет, в том числе у пациентов с впервые диагностированной эпилепсией (в качестве монотерапии или в комбинации с другими противосудорожными средствами);
- припадки, связанные с синдромом Леннокса — Гасто, у взрослых и детей старше 2 лет (в составе комплексной терапии).
- профилактика приступов мигрени у взрослых.

## Применение в медицине
Топирамат используется для лечения эпилепсии у детей и взрослых. У детей он показан для лечения синдрома Леннокса — Гасто — расстройства, которое вызывает судороги и задержку развития. Чаще всего его назначают для уменьшения частоты приступов при мигрени.

### Лечение эпилепсии
Сравнение эффективности лечения эпилепсии карбамазепином и топираматом показало, что 12-месячная ремиссия достигается при приёме карбамазепина раньше, чем при применении топирамата, Не было обнаружено различий между препаратами у лиц с генерализованной или неклассифицированной эпилепсией. Наиболее распространенными побочными эффектами, о которых сообщили участники во время испытаний, были усталость, «иголки и иглы» (ощущение покалывания), головная боль, желудочно-кишечные проблемы, беспокойство и депрессия. Побочные эффекты наблюдались независимо от принимаемого препарата. Для людей с фокальными приступами достоверность доказательств была оценена как умеренная или высокая. Для небольшого числа людей с генерализованным или неклассифицированным приступом достоверность данных была оценена как низкая или умеренная.
В обзоре 2019 года о возможности применения топирамата при ювенильной миоклонической эпилепсии показано, что топирамат переносится лучше, чем вальпроат, но не эффективнее. Топирамат эффективнее плацебо, но этот результат был получен на малой выборке, и результаты следует интерпретировать с осторожностью.
В обзоре 2014 года о возможности применения топирамата как дополнительного средства при лекарственно устойчивой эпилепсии показано, что для уменьшения количества приступов при фокальной эпилепсии топирамат при использовании с другими лекарственными средствами в три раза эффективнее, чем плацебо. Однако добавление топирамата к основному лечению увеличивает риск побочных эффектов, таких как проблемы с координацией (атаксия) и концентрацией внимания, головокружение, сонливость, усталость, тошнота, проблемы с мышлением, раздражение или онемение кожи (парестезия) и потеря веса.

### Лечение боли
Обзор 2018 года показал, что топирамат не следует использовать при хронической боли в пояснице: препарат не действует как болеутоляющее средство при диабетической невропатии, единственном невропатическом состоянии, при котором он был надлежащим образом протестирован.

### Иное применение
В обзоре 2017 года о возможности применения топирамата для лечения эссенциального тремора показано, что влияние топирамата и риск побочных эффектов недостаточно выражен.
Ещё одно использование топирамата не по назначению относится к лечению биполярного расстройства. Обзор, опубликованный в 2010 году, показал преимущество топирамата в лечении симптомов пограничного расстройства личности, однако авторы отметили, что оно основано только на одном рандомизированном контролируемом исследовании и требует дополнительных испытаний.
Топирамат также был использован для лечения алкоголизма. В руководстве VA / DoD 2015 по расстройствам, связанным с употреблением психоактивных веществ, топирамат отмечен как «сильная сторона» в рекомендациях по расстройствам, связанным с употреблением алкоголя.
Другие применения включают лечение ожирения и вызванного антипсихотиками набора веса при лечении посттравматического стрессового расстройства. В 2012 году комбинация фентермин / топирамат была одобрена в Соединённых Штатах для лечения похудения.

## Побочное действие
Со стороны ЦНС и периферической нервной системы: атаксия, головокружение, парестезии, утомляемость, сонливость, спутанность сознания, нервозность, головная боль, нарушения речи и зрения, диплопия, нистагм, анорексия, нарушение мышления, депрессия; дополнительно у детей — расстройства личности, усиленное слюноотделение, гиперкинезия; редко — извращение вкуса, возбуждение, эмоциональная лабильность, неправильная походка, апатия, психотические симптомы (в том числе в рамках синдрома насильственной нормализации), агрессивные реакции; очень редко — суицидальные мысли, дополнительно у детей — галлюцинации, негативное влияние на поведение, формирование клинической картины СДВГ. При применении топирамата часто наблюдаются когнитивные нарушения, такие как замедление мышления, замедление психомоторных реакций, снижение концентрации внимания, дисмнестический синдром, семантические речевые нарушения, нарушение вербального обучения и зрительно-моторных навыков:122, негативное влияние на беглость речи и исполнительные функции.
Многие из когнитивных нарушений, вызываемых топираматом, являются дозозависимыми и чаще всего возникают при сочетании топирамата с другими препаратами. Негативное влияние топирамата на когнитивную сферу и на поведение особенно выражено в начале терапии, а также происходит при быстром повышении дозы, и это влияние может значительно снижаться при продолжении лечения и при медленном титровании дозы.
Топирамат относится к противоэпилептическим препаратам с самым высоким риском развития депрессии (10 % пациентов).
Со стороны пищеварительной системы: симптомы диспепсии, тошнота, боль в животе, диарея, сухость губ; редко — повышение активности печеночных трансаминаз, гепатит, печеночная недостаточность.
Топирамат может снижать концентрацию в крови андрогенов и эстрогенов, приводя тем самым к импотенции, гипосексуальности, нарушению менструального цикла и снижая эффективность гормональных контрацептивов с низким содержанием эстрогенов:48.
Со стороны органа зрения: в течение 1 месяца после начала терапии возможно развитие синдрома, характеризующегося миопией на фоне повышения внутриглазного давления. При этом отмечалось резкое снижение остроты зрения и/или боль в области глаза, миопия, уменьшение глубины передней камеры глаза, гиперемия слизистой оболочки глаза, повышение внутриглазного давления; в некоторых случаях — мидриаз. Возможным механизмом развития этого синдрома является увеличение супрацилиарного выпота, что приводит к смещению вперед хрусталика и радужной оболочки и в результате к развитию вторичной закрытоугольной глаукомы.
Дерматологические реакции: аллергодерматит, многоформная эритема, пемфигус, синдром Стивенса — Джонсона, токсический эпидермальный некролиз у пациентов, получающих топирамат совместно с другими препаратами, вызывающими побочные реакции со стороны кожи и слизистых оболочек.
Приём топирамата может приводить к остеопении и повышенному риску переломов, препарат способствует понижению содержания кальция и снижению минерализации костей как у детей, так и у взрослых. Это происходит главным образом в случаях многолетней политерапии, особенно у пациентов со сниженной физической активностью.
Прочие побочные эффекты: почечнокаменная болезнь, гиперхолестеринемия, уменьшение массы тела, астения, лейкопения, олигогидроз (в основном у детей), ангидроз, метаболический ацидоз (обычно не проявляющийся клинически; лишь в редких случаях встречается тяжёлый ацидоз с клиническими проявлениями (тахипноэ, гипервентиляция, раздражительность, при длительном ацидозе — почечнокаменная болезнь):50—51, гематурия:69.

### Предостережения
Люди, принимающие топирамат, должны знать о нижеследующих рисках:
- Следует избегать действий, требующих умственной бдительности и координации, пока не будут реализованы эффекты лекарств[уточнить].
- Топирамат ассоциируется со статистически значимым увеличением суицидальности, а «мысли о самоубийстве или действия» в настоящее время указаны в качестве одного из возможных побочных эффектов препарата «у очень небольшого числа людей, примерно у 1 из 500».
- Топирамат может нарушать терморегуляцию, особенно у детей[12]. Пациенту следует с осторожностью совершать действия, ведущие к повышению температуры тела, такие как физические нагрузки, пребывание на сильной жаре или действия, ведущие к обезвоживанию.
- Топирамат может вызывать дефекты поля зрения.
- Топирамат может снизить эффективность оральных контрацептивов, содержащих эстроген.
- Приём топирамата в первом триместре беременности может увеличить риск расщелины губы / расщелины нёба у младенца (волчья пасть[13]).
- Как и в случае со всеми противоэпилептическими препаратами, желательно не прекращать внезапно приём топирамата, поскольку существует риск возобновления судорог.
- По причине риска почечнокаменной болезни (нефролитиаза) топирамат следует назначать с осторожностью, если в семейном анамнезе есть указание на мочекаменную болезнь и/или при наличии у пациента гиперкальциурии. Для профилактики нефролитиаза также рекомендуется адекватная гидратация организма; нужно избегать назначения ингибиторов кальция, в частности ацетазоламида[10]:46.

### Частота возникновения
К наиболее распространённым (> 10% случаев) побочным эффектам относятся:
- Головокружение
- Снижение аппетита (в 17% случаев)[10]:24 и потеря веса (в большинстве случаев не вызывающая ухудшения самочувствия или объективных нарушений)[10]:47
- Парестезия — например, ощущение булавки и иглы
- Сонливость
- Тошнота
- Диарея
- Усталость
- Назофарингит
- Депрессия

К редким (1—10% случаев) побочным эффектам относятся:
- Увеличение веса
- Малокровие
- Нарушение внимания
- Ухудшение памяти
- Амнезия
- Когнитивные расстройства
- Психическое нарушение[уточнить]
- Нарушение психомоторных навыков
- Судороги
- Нарушение координации
- Тремор
- Вялость
- Гипоэстезия (снижение чувства осязания)
- Нистагм
- Дисгевзия
- Нарушение баланса
- Дизартрия
- Интенционный тремор
- Седация
- Затуманенное зрение
- Диплопия (двойное зрение)
- Нарушение зрения[уточнить]
- Головокружение
- Звон в ушах
- Боль в ухе
- Диспноэ
- Носовое кровотечение
- Заложенность носа
- Ринорея
- Рвота
- Запор
- Верхняя боль в животе
- Диспепсия
- Боль в животе
- Сухость во рту
- Дискомфорт в желудке
- Парестезия оральная
- Гастрит
- Дискомфорт в животе
- Почечнокаменная болезнь[10]:46
- Полиурия
- Расстройства мочеиспускания
- Алопеция (выпадение волос)
- Сыпь
- Зуд
- Артралгия
- Мышечные спазмы
- Миалгия
- Подёргивание мышц
- Мышечная слабость
- Костно-мышечная боль в груди
- Анорексия
- Снижение аппетита
- Лихорадочное состояние
- Астения
- Раздражительность
- Нарушения походки
- Чувство ненормальности[уточнить]
- Недомогание
- Повышенная чувствительность
- Брадифрения (замедленное протекание психических процессов)
- Бессонница
- Выраженное языковое расстройство[уточнить]
- Тревожность
- Спутанность сознания
- Дезориентация
- Агрессия
- Изменение настроения[уточнить]
- Ажитация
- Перепады настроения
- Гнев
- Ненормальное поведение[уточнить]

## Передозировка
Симптомы передозировки: возможно усиление проявлений описанных побочных эффектов.
Лечение: промывание желудка; при необходимости проводят симптоматическую терапию. Применение активированного угля не показано, так как в экспериментах in vitro было показано, что активированный уголь не адсорбирует топирамат. Эффективным способом выведения топирамата из организма является гемодиализ.
Проявления передозировки варьируют от бессимптомной до эпилептического статуса, в том числе у пациентов без судорог в анамнезе. У детей передозировка может также привести к галлюцинациям. Топирамат считается основным веществом[прояснить], которое приводило к передозировкам со смертельным исходом в случаях, осложнившихся воздействием полидрака[неизвестный термин]. Наиболее распространенными признаками передозировки являются расширение зрачков, сонливость, головокружение, психомоторное возбуждение и ненормальные, несогласованные движения тела.
Симптомы передозировки могут включать, но не ограничиваются следующими проявлениями:
- Ажитация
- Депрессия
- Проблемы с речью
- Затуманенное зрение, диплопия
- Нарушения мышления
- Потеря координации
- Неспособность реагировать на ситуацию[уточнить]
- Потеря сознания
- Путаница[уточнить] и кома
- Обморок
- Расстройство желудка и боли в животе
- Потеря аппетита и рвота
- Сбивчивое дыхание; быстрое, неглубокое дыхание
- Учащённое или нерегулярное сердцебиение
- Мышечная слабость
- Боль в костях
- Приступы[уточнить]

Антидота не существует. Лечение должно быть симптоматическим.

## Лекарственное взаимодействие
При одновременном применении с карбамазепином, вальпроевой кислотой, фенобарбиталом, примидоном топирамат не оказывает влияния на значения их равновесных концентраций в плазме. Одновременное применение Топамакса приводило в отдельных случаях к повышению концентрации фенитоина, что связано, по-видимому, с угнетением изофермента (CYP 2Cmeph).
Фенитоин и карбамазепин при одновременном применении с топираматом снижают его концентрацию в плазме. Добавление или отмена фенитоина или карбамазепина на фоне лечения топираматом может потребовать изменения его дозы.
При одновременном применении вальпроевая кислота не влияет на концентрацию топирамата в плазме.
В проведенных исследованиях при одновременном применении однократной дозы топирамата AUC дигоксина уменьшалась на 12 %.
При одновременном применении с топираматом перорального контрацептива, содержащего норэтиндрон и этинилэстрадиол, топирамат не оказывал существенного влияния на клиренс норэтиндрона, однако плазменный клиренс эстрогенного компонента значительно возрастал. Таким образом, при одновременном приеме топирамата с пероральными контрацептивами их эффективность может быть снижена. Кроме того, топирамат может снижать эффективность инъекционных и имплантируемых лекарственных форм гормональных контрацептивов.
Лекарственное взаимодействие гидрохлоротиазида и топирамата оценивалось на здоровых добровольцах при раздельном и совместном назначении гидрохлоротиазида (в дозе 25 мг) и топирамата (в дозе 96 мг). Результаты исследований показали, что при одновременном приеме топирамата и гидрохлоротиазида происходит увеличение Cmax топирамата на 27 % и AUC топирамата на 29 %. Клиническая значимость этих исследований не выявлена. Назначение гидрохлоротиазида пациентам, принимающим топирамат, может потребовать корректировки дозы последнего. Фармакокинетические параметры гидрохлоротиазида не подвергались значимому изменению при сопутствующей терапии топираматом.
Лекарственное взаимодействие пиоглитазона и топирамата оценивалось на здоровых добровольцах при раздельном и совместном назначении препаратов. Было выявлено уменьшение AUC пиоглитазона на 15 %, Cmax не изменялась. Эти изменения не были статистически значимыми.
Также для активного гидроксиметаболита пиоглитазона было выявлено снижение Cmax и AUC на 13 % и на 16 % соответственно, а для активного кетометаболита было выявлено снижение и Cmax, и AUC на 60 %. Клиническая значимость этих данных не выяснена. При совместном назначении пациентам Топамакса и пиоглитазона, следует уделить особое внимание тщательному исследованию диабетического статуса этих пациентов.
Для оценки потенциально возможных вариантов лекарственного взаимодействия между топираматом и другими лекарственными препаратами были проведены ряд клинические исследования. Результаты этих взаимодействий суммированы в следующей таблице:
| Добавляемое лекарственное средство | Концентрация добавляемого лекарственного средства*              | Концентрация топирамата* |
| --- | --------------------------------------------------------------- | ------------------------ |
| Амитриптиллин | ** 20 % увеличение Cmax и AUC для метаболита нортриптилина      | не исследовалась         |
| Дигидроэрготамин (внутрь и п/к) | **                                                              | **                       |
| Галоперидол | ** 31 % увеличение AUC для метаболита                           | не исследовалась         |
| Пропранолол | ** 17 % увеличение Cmax для 4-ОН пропранолола (топирамат 50 мг) | 16 % увеличение Cmax     |
| Суматриптан (внутрь и п/к) | **                                                              | не исследовалась         |
| Пизотифен | **                                                              | **                       |
| * — выражена в % от значений Cmax в плазме крови и AUC при монотерапии ** — отсутствие изменений Cmax в плазме крови и AUC (<=15 % от исходных данных). |                                                                 |                          |

При одновременном приеме метформина и топирамата средние значения Cmax и AUC0-12ч метформина повышаются соответственно на 18 % и 25 %, тогда как среднее значение клиренса уменьшается на 20 %, при этом плазменный клиренс топирамата уменьшается. Клиническая значимость этого взаимодействия неясна. При назначении или отмене Топамакса пациентам, принимающим метформин, необходимо уделять особое внимание регулярному контролю за состоянием углеводного обмена.
При одновременном применении Топамакса с препаратами, предрасполагающими к нефролитиазу, возможно повышение риска образования камней в почках.

## Дозировка
При применении топирамата в составе комбинированной терапии с другими противосудорожными препаратами у взрослых пациентов минимальная эффективная доза составляет 200 мг/сут. Средняя суточная доза составляет 200—400 мг, кратность приема — 2 раза/сут. Рекомендуют начинать лечение с дозы 25—50 мг 1 раз/сут на ночь в течение 1 недели. Далее следует увеличивать дозу на 25—50 мг с интервалами в 1 или 2 недели до подбора эффективной дозы. Кратность приёма — 2 раза/сут. При необходимости возможно увеличение суточной дозы до максимальной — 1600 мг. Критерием подбора дозы служит клинический эффект. У некоторых пациентов эффект достигается при приёме препарата 1 раз/сут.
При применении топирамата в составе комбинированной терапии с другими противосудорожными препаратами у детей старше 2 лет рекомендуемая суммарная суточная доза составляет от 5 до 9 мг/кг и принимается в 2 приёма. Подбор дозы начинают с 25 мг/сут (или менее, из расчёта 1—3 мг/кг массы тела в сутки), препарат принимают на ночь в течение 1 недели. В дальнейшем с недельными или двухнедельными интервалами дозу можно увеличивать на 1—3 мг/кг и принимать препарат в 2 приёма. При подборе дозы следует руководствоваться клиническим эффектом. Суточная доза до 30 мг/кг массы тела хорошо переносится.
Топирамат можно принимать вне зависимости от приёма пищи. Таблетки не следует делить.
При применении топирамата в качестве средства монотерапии следует учитывать возможное влияние отмены сопутствующей противосудорожной терапии (ПСТ) на контроль частоты припадков. В тех случаях, когда нежелательно резко отменять сопутствующую ПСТ, дозы препаратов уменьшают постепенно, снижая на 1/3 каждые 2 недели. При отмене препаратов, являющихся индукторами микросомальных печёночных ферментов, концентрация топирамата в плазме крови будет возрастать. В таких ситуациях при наличии клинических показаний дозу топирамата можно уменьшить.
Взрослым в начале проведения монотерапии топирамат следует принимать по 25 мг 1 раз/сут перед сном в течение 1 недели. Затем дозу повышают с интервалом в 1—2 недели на 25—50 мг/сут (суточную дозу делят на 2 приёма). При непереносимости такого режима терапии дозу повышают на меньшую величину или через большие интервалы. Дозу подбирают в зависимости от клинического эффекта. Рекомендуемая доза составляет 100 мг/сут, максимальная суточная доза — 500 мг. В некоторых случаях при монотерапии рефрактерной к лечению эпилепсии доза топирамата составляет 1000 мг/сут.
Детям старше 2 лет при монотерапии в первую неделю лечения топирамат назначают в дозе 0,5—1 мг/кг массы тела в сутки (суточную дозу делят на 2 приёма). Величина дозы и скорость её повышения определяются клинической эффективностью и переносимостью терапии. В среднем дозу повышают с интервалом в 1—2 недели на 0,5—1 мг/кг/сут. Рекомендуемый диапазон доз при монотерапии топираматом у детей старше 2 лет составляет 3—6 мг/кг/сут. При недавно диагностированных парциальных припадках доза может составлять до 500 мг/сут. Препарат принимают 2 раза/сут.
При назначении препарата пациентам с умеренно или сильно выраженными нарушениями функции почек следует учитывать, что для достижения равновесного состояния у данной категории больных может понадобиться 10—15 дней, в отличие от 4—8 дней у больных с нормальной функцией почек. Поскольку топирамат удаляется из плазмы при гемодиализе, в дни его проведения следует назначать дополнительную дозу препарата, равную половине суточной дозы, в 2 приёма (до и после процедуры).
Отменять препарат следует постепенно, чтобы свести к минимуму возможность повышения частоты припадков. Рекомендуется каждую неделю уменьшать дозу на 100 мг.

## Противопоказания
- детский возраст до 2 лет;
- повышенная чувствительность к компонентам препарата;
- мочекаменная болезнь (с осторожностью назначать топирамат и по возможности избегать назначения[10]:60).

## Беременность и лактация
Согласно данным Североамериканского регистра противоэпилептических препаратов, относительный риск развития расщелин губы и нёба у детей, чьи матери в период беременности принимали топирамат, выше в 21,3 раза по сравнению с аналогичным уровнем у населения в целом, а согласно данным регистра Великобритании — выше в 16 раз. По данной причине FDA в марте 2011 года уведомило медицинских работников и пациентов о повышенном риске развития расщелины губы и / или расщелины нёба у детей, рождённых от женщин, получавших топирамат во время беременности, и поместило их в категорию беременности D.
Применение препарата при беременности возможно только в том случае, когда предполагаемая польза для матери превышает потенциальный риск для плода.
Выведение топирамата с грудным молоком не изучалось в ходе контролируемых исследований. Ограниченное число наблюдений позволяет предположить, что топирамат выделяется с грудным молоком. При необходимости применения топирамата в период лактации следует решить вопрос о прекращении грудного вскармливания.

## Особые указания
Перед назначением противоэпилептических препаратов рекомендуется провести ряд обследований и проанализировать анамнез пациентов, см. Побочные эффекты противосудорожных средств#Перед началом терапии. Особенно важно перед терапией топираматом провести общий анализ мочи, биохимический анализ мочи, УЗИ почек:57.
С осторожностью следует назначать топирамат детям с предшествующим интеллектуальным дефицитом, нарушениями поведения:59.
При приёме противосудорожных препаратов следует регулярно проводить такие обследования, как общий анализ крови с определением количества тромбоцитов и времени крототечения, биохимический анализ крови, общий анализ мочи, УЗИ органов брюшной полости и почек:63—65.
При применении топирамата может повышаться риск образования камней в почках (нефролитиаза) и появления связанных с этим симптомов (почечная колика, боль в боку и в области почки), особенно у пациентов с предрасположенностью к нефролитиазу (образование камней в прошлом, нефролитиаз в семейном анамнезе, гиперкальциурия), а также на фоне применения других препаратов, способствующих развитию нефролитиаза. Для уменьшения риска развития нефролитиаза следует увеличить объём потребляемой жидкости. Из анализов и обследований особенно важно проводить общий анализ мочи и УЗИ почек на предмет выявления конкрементов.
У детей, принимающих топирамат, может возникнуть гипогидроз и гипертермия — особенно важно это в жаркую погоду и во время подвижных игр. Родителей следует предупреждать о возможности возникновения таких побочных эффектов, поскольку ребёнок в этих случаях нуждается в дополнительном охлаждении из-за нарушения теплоотдачи путем конвекции.
При применении топирамата может возникать гиперхлоремический, не связанный с дефицитом анионов, метаболический ацидоз (например, снижение концентрации бикарбонатов в плазме ниже нормального уровня при отсутствии респираторного алкалоза). Подобное снижение концентрации бикарбонатов сыворотки крови является следствием ингибирующего эффекта топирамата на почечную карбоангидразу. В большинстве случаев снижение концентрации бикарбонатов происходит в начале приёма препарата, хотя данный эффект может проявиться также и в любом периоде лечения топираматом. Уровень снижения концентрации обычно слабый или умеренный (среднее значение составляет 4 ммоль/л при использовании у взрослых пациентов в дозе более 100 мг/сут и около 6 мг/кг массы тела/сут при использовании в педиатрической практике). В редких случаях у пациентов отмечалось снижение концентрации ниже уровня 10 ммоль/л. Некоторые заболевания или способы лечения, предрасполагающие к развитию ацидоза (например, заболевания почек, тяжёлые респираторные заболевания, эпилептический статус, диарея, хирургические вмешательства, кетогенная диета, приём некоторых лекарственных препаратов), могут быть дополнительными факторами, усиливающими бикарбонат-снижающий эффект топирамата.
У детей хронический метаболический ацидоз может приводить к замедлению роста. Влияние топирамата на рост и возможные осложнения, связанные с костной системой, не изучались систематически у детей и у взрослых.
По данным причинам рекомендуется при лечении топираматом проводить необходимые исследования, включая определение концентрации бикарбонатов в сыворотке крови. При возникновении метаболического ацидоза и его персистировании рекомендуется снизить дозу или прекратить приём топирамата.
Пациентов, принимающих топирамат, следует предупреждать о необходимости немедленно обратиться к специалисту при возникновении боли в глазах и нарушений зрения. При возникновении синдрома, включающего миопию, связанную с закрытоугольной глаукомой, лечение включает прекращение применения топирамата (как только врач сочтет это возможным) и соответствующие меры, направленные на понижение внутриглазного давления.
Если на фоне приёма топирамата у пациента уменьшается масса тела, то следует скорректировать режим питания.
У пациентов с нарушениями функции печени топирамат следует применять с осторожностью из-за возможного снижения клиренса этого препарата.
Пациентам, принимающим топирамат, следует воздерживаться от употребления алкоголя.
В период терапии топираматом не рекомендуют применять другие препараты, оказывающие угнетающее действие на ЦНС.
Отменять топирамат следует постепенно, чтобы свести к минимуму возможность повышения частоты припадков. При проведении клинических испытаний дозу препарата уменьшали на 100 мг 1 раз в неделю.
С осторожностью следует назначать препарат пациентам, занимающимся потенциально опасными видами деятельности, требующими повышенного внимания и быстроты психомоторных реакций, так как топирамат может вызвать сонливость, головокружение.

## Использование в педиатрии
Препарат разрешен к применению у детей старше 2 лет.

## Условия и сроки хранения
Препарат следует хранить в сухом месте при температуре не выше 25 °C.

## История
Топирамат был открыт в 1979 году Брюсом Э. Марьяновым и Джозефом Ф. Гардоки во время их исследовательской работы в McNeil Pharmaceuticals. Коммерческое использование препарата началось в 1996 году. Mylan Pharmaceuticals получила окончательное одобрение FDA на продажу дженерика топирамата в Соединённых Штатах, а дженериковая версия была выпущена в сентябре 2006 года. Последний патент на топирамат в США был предназначен для использования у детей и истек 28 февраля 2009 года.